# Launceston (Cornualha)
Launceston (Lannstefan em córnico) é uma cidade da Cornualha.